# Wu Xinxiong

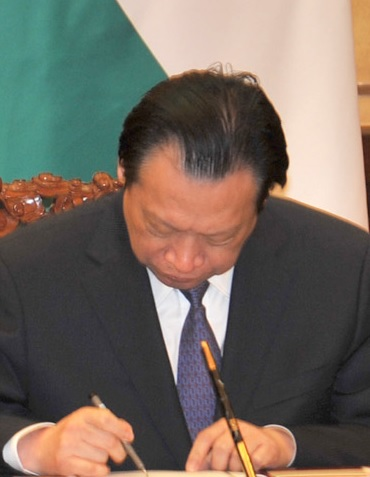
Wu Xinxiong

Wu Xinxiong (chinesisch 吴新雄; * 1949 in Jiangyin, Provinz Jiangsu) ist ein Politiker in der Volksrepublik China. Er ist seit 2006 Gouverneur der Provinz Jiangxi.
Wu trat 1979 der Kommunistischen Partei Chinas bei. Der Ökonom hatte hohe Ämter in der Provinz Jiangsu inne. So war er Bürgermeister seiner Geburtsstadt und Vizebürgermeister von Wuxi. Wu war von 2003 bis 2006 Vizegouverneur der Provinz Jiangxi.